# Templo da Piedade
Templo da Piedade (em latim: Aedes Pietatis) foi um antigo templo romano localizado no Fórum Holitório do Campo de Marte em Roma e dedicado à deusa Piedade (em latim: Pietas). Este foi o primeiro templo romano a abrigar uma estátua dourada de um cidadão romano, o cônsul Mânio Acílio Glabrião, que mandou construí-lo.

## História
O templo foi prometido pelo cônsul Mânio Acílio Glabrião durante a Batalha de Termópilas de 191 a.C. e inaugurado pelo seu filho Mânio Acílio Glabrião, nomeado duúnviro justamente para isso, em 181 a.C..
Mais tarde, este templo se tornou o palco de uma história grega de uma filha que sustentava seu pai aprisionado com seu próprio leite. Contudo, é provável que a presença da dita Coluna Lactária no Fórum Holitório é que fez com que a lenda fosse ambientada neste templo. Seja como for, um costume se estabeleceu em Roma de que as crianças não desejadas podiam ser abandonadas no Templo da Piedade ou na Coluna Lactaria por causa disto.
Ele ficava na lateral oriental do fórum, que seria mais tarde ocupada pelo Teatro de Marcelo. Por conta disto, ele foi demolido por ordem de Júlio César em 44 a.C. quando se iniciaram as obras para a construção do teatro.

## Localização
| Planimetria do Campo de Marte meridional |
| --- |
| Tibre Navália Circo Flamínio Teatro de Marcelo T. de DianaC T. da Piedade T. de Jano T. de Juno T. de Spes Templo de Belona Templo de Apolo Sosiano Templo de Júpiter Estator Templo de Juno Regina Pórtico de Otávia Portico de Filipo T. de Hércules Portico de Otávio Teatro de Balbo Cripta de Balbo Portico de Minúcio T. das Ninfas Diribitório T. de Juturna T. da Fortuna T. de Ferônia T. dos Lares Permarinos Cúria de Pompeu Portico de Pompeu Teatro de Pompeu Templo da Vênus Victrix Templo de Marte Santuário de Hércules Grande Vigia Templo de Castor e Pólux Ponte Fabrício Ilha Tiberina Pórtico dos Máximos T. de Netuno Pórtico dos Deuses Vila Pública Hecatostilo T. da Fortuna Equestre Anfiteatro de Estacílio Tauro (?) |